# Десняк (озеро)
Десняк (укр. Десняк) — озеро (старица), расположенное на территории Корюковского района (Черниговская область). Площадь — 0,3 км². Тип общей минерализации — пресное. Происхождение — речное (пойменное). Группа гидрологического режима — сточное.

## География
Длина — 2,5. Ширина — 0,12 км. Глубина наибольшая — 4 м. Озеро используется для отдыха, рыболовства. Озеро образовалось вследствие русловых процессов (изменения меандрированного русла) реки Десна.
Расположено на правом берегу реки Десны — юго-западнее села Малое Устье — в междуречье Десны и Чепелихи (Чепели). С Десной сообщается посредством сообщения с рекой Чепелиха. 
Озерная котловина имеет вытянутую извилистую форму. Восточные берега крутые, обрывистые, высотой 2-4 м, укрыты лесом, западные — пологие, укрыты луговой растительностью. 
В водоёме (в том числе вдоль берегов) распространены прибрежная и водная растительности (тростник обыкновенный, хвощ приречный, кубышка жёлтая, кувшинка белая). 
Питание: атмосферные осадки, подземные воды, за счёт водообмена с Десной. Температура воды летом +18 °С на глубине 0,5 м до +10–12,5 °С на глубине 3-3,5 м. Дно устлано илистыми и песчано-илистыми донными отложениями. Прозрачность воды — 0,75-1 м. Зимой замерзает.

## Природа
Водятся карась, линь, окунь. Прибрежная зона служит местом гнездования камышовки, кулика, крачек.